# Opsamates piceonitens
Opsamates piceonitens är en skalbaggsart som beskrevs av Leon Fairmaire 1903. Opsamates piceonitens ingår i släktet Opsamates och familjen långhorningar.
Artens utbredningsområde är Madagaskar. Inga underarter finns listade i Catalogue of Life.